# Kopli kyrkogårdspark

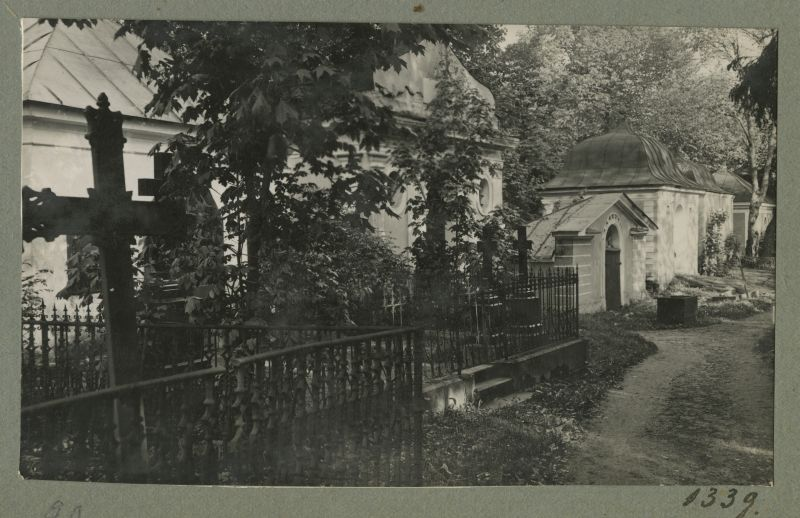
Kopli kyrkogård på 1920-talet

Kopli kyrkogårdspark är en park i stadsdelen Kopli i Tallinn i Estland.
Området var ursprungligen en kyrkogård. Kopli kyrkogård var den största kyrkogården för balttyskar i Estland. Kyrkogården inrättades 1774 och den västra delen var tillägnad Nikolaikyrkan, medan den östra delen tillhörde Sankt Olavs kyrka.

## Förstörelse av Sovjetunionen
Under den sovjetiska tiden, en kort tid efter andra världskriget, blev stadsdelen Kopli på grund av sitt strategiska läge som militär bas förbjudet område för allmänheten. Omkring 1950–1951 utplånades Koplis kyrkogård, liksom de gamla kyrkogårdarna i Kalamaja och Möigu av Sovjetunionens myndigheter. Gravstenar användes i murar i andra delar av staden och så gott som alla spår av kyrkogården raderades. Däremot besparades deb till den ortodoxa kyrkan hörande 1700-talskyrkogården söder om Tallinns Gamla stan.
Platsen omvandlades till en park. Av den gamla kyrkogården finns delar av grindarna och några fontäner kvar.